# M80 Zolja
Die M80 „Zolja“ (deutsch: M80 „Wespe“, serbisch: M80 „Зоља“) ist eine tragbare Einwegwaffe zur Panzerabwehr im Kaliber 64 mm, die in den ehemaligen jugoslawischen Teilrepubliken Serbien und Mazedonien gefertigt wurde. Die Waffe wurde umfangreich während der Jugoslawienkriege von sämtlichen Konfliktparteien eingesetzt und werden bis heute in den beiden genannten Ländern hergestellt. 

## Allgemeines
Die M80 dient zur Bekämpfung von gepanzerten Fahrzeugen sowie gepanzerten Anlagen und besteht aus dem Abschussrohr und der darin integrierten Hohlladungsgranate. Die Waffe wird von nur einem Schützen bedient und kann nach dem Verschuss nicht mehr nachgeladen werden (Einwegwaffe). Vom Aussehen und der Funktion her, ähnelt sie stark der US-amerikanischen M72 LAW und der russischen RPG-18. Die Granate besteht aus dem Gefechtskopf mit Zündsystem und einem flügelstabilisierten Raketenmotor. 
Der Gefechtskopf besteht aus der Granathülle mit ballistischer Haube, einer Innenhülle, der Hohlladungseinlage mit dahinter eingebrachtem Sprengstoff und dem Zündsystem UT-PE M80 SP. 
Das Zündsystem besteht aus einem Kopf- und einem Bodenteil. Im Kopfteil befindet sich ein Piezoelement, im Bodenteil hingegen ein elektrischer Detonator, der durch den vom Piezoelement erzeugten Strom gezündet wird. Die beiden Teile des Zünders werden über einen Außen- und Innenstromkreis verbunden, welche durch die Metallteile der Granate gebildet werden.

## Funktion
Vor dem Abschuss werden die beiden Klappen am vorderen und hinteren Ende des Rohres abgenommen und das Abschussrohr auseinandergezogen. Nach Herausziehen des Entsicherungshebels hinter der Abzugseinrichtung ist die Waffe feuerbereit. Beim Betätigen des Abzuges wird über ein Anzündhütchen die Anzündschnur und weiters die Raketenmotorladung gezündet. Durch den entstehenden Druck wird die Granate freigegeben und durch die Raketenmotorladung aus dem Rohr getrieben. Die Reste der Anzündeinrichtung werden aus dem Rohr geschleudert. Die Treibladung ist vor dem Verlassen der Granate aus dem Rohr ausgebrannt, dadurch entsteht keine Gefahr für den Schützen. Nach Verlassen des Rohres öffnen sich die Stabilisierungsflügel. 
Die Entsicherung des Zünders beginnt beim Abschuss der Granate und ist nach ca. 6 m bis 20 m nach der Mündung beendet. Beim Auftreffen der Granate im Ziel wird das Piezoelement verformt, ein Stromimpuls erzeugt und die Sprengladung über den elektrischen Detonator zur Detonation gebracht. Nach einer Flugzeit von vier bis sechs Sekunden ohne Aufschlag, wird die Granate durch die Selbstzerlegeeinrichtung des Zünders zur Detonation gebracht.

## Verpackung und Kennzeichnung
Ausgeliefert werden die M80 in Holzverschlägen zu je vier Stück, ein voller Verschlag wiegt 27 kg. Die darin befindlichen M80 sind einzeln in Plastikbeutel verschweißt.
Das Abschussrohr und der Gefechtskopf sind mit einem grünen Tarnanstrich versehen, der Raketenmotor mit einem grauen. Abschussrohr, Gefechtskopf und Raketenmotor haben eine gelbe Beschriftung. Am Abschussrohr ist zusätzlich eine Bedienungsanleitung mit schwarzer Grundfarbe und weißer Schrift aufgeklebt.

## Daten
- Kaliber: 64 mm

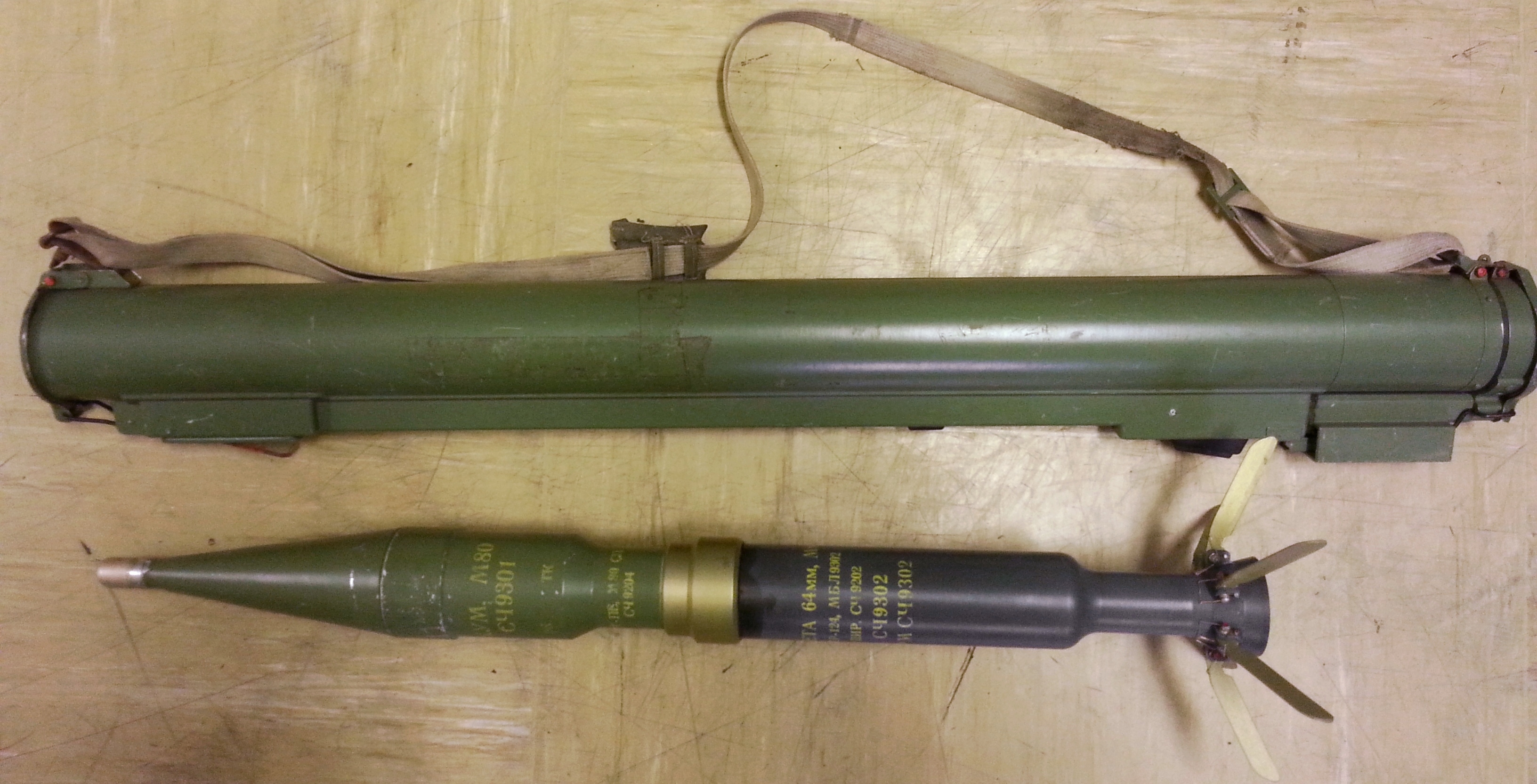
Startrohr und Hohlladungsgranate

- Länge des Abschussrohres: 860 mm (geschlossen), 1.200 mm (geöffnet)
- Länge der Granate: 664 mm
- v0: 190 m/s
- Einsatzschussweite: 20 m bis 250 m
- Maximale Schussweite: 1.280 m
- Gewicht: 3 kg (gesamt), 1,42 kg (Rohr), 1,58 kg (Granate), 128 g (Treibladung)
- Durchschlagsleistung: 300 mm Panzerstahl

## Sonstiges
Nach den Kriegen gerieten eine unbekannte Anzahl dieser Waffen in die Hände der organisierten Kriminalität sowie von Zivilpersonen und wurden bereits für Anschläge und andere kriminelle Handlungen verwendet.
Im November 1999 wurde in Zagreb mit einer M80 ein Attentat auf das Fahrzeug von Vjeko Sliško, einem mutmaßlichen Mitglied der organisierten Kriminalität verübt; die Rakete verfehlte das Fahrzeug jedoch und tötete einen unbeteiligten Passanten.
Im September 2008 erklärten Vertreter der Strafverfolgungsbehörden Sloweniens und Bosniens, dass ein internationaler Waffenring zerschlagen worden sei, der Waffen für die organisierte Kriminalität aus dem Westbalkan in die Europäische Union geschmuggelt habe. Im Rahmen der gemeinsamen Operation wurden unter anderem 18 Raketenwerfer vom Typ M80 beschlagnahmt und Strafanzeigen gegen acht Personen aus Slowenien, Bosnien, Kroatien und Frankreich eingeleitet.
Im Juni 2014 wurde eine M80 gegen ein Wohnhaus im Raum Belgrad abgefeuert, wobei es sich um einen Anschlag im Zusammenhang mit der organisierten Erpresserkriminalität gehandelt haben soll.
Im Oktober 2016 beschlagnahmten serbische Sicherheitskräfte in einem Waldstück in Voždovac unter anderem eine Panzerabwehrwaffe vom Typ M80, welche von einem Passanten gefunden worden war. Die Fundstelle befand sich nahe des Wohnhauses des Vaters von Ministerpräsident Aleksandar Vučić, weshalb dieser vorläufig an einem sicheren Ort untergebracht wurde.
Im Januar 2020 wurde in Brooklyn ein Mann aus Staten Island wegen Beteiligung an einem internationalen Waffenhandelsnetzwerk, das zum Kauf und Weiterverkauf eines Raketenwerfers M80 im Kosovo an mutmaßliche Drogenkartelle in Mexiko führen sollte, zu neun Jahren Haft verurteilt. Der Angeklagte hatte sich im Februar 2019 schuldig bekannt.
Im September 2022 beschlagnahmten serbische Sicherheitsbehörden unter anderem eine M80 im Wohnhaus eines Drogen- und Waffenhändlers in Palilula.
Laut Erkenntnissen des österreichischen Bundeskriminalamts und serbischer Polizeibehörden soll ein in Österreich inhaftierter Serbe einen Mordauftrag erteilt haben, der am 25. August 2023 in Belgrad mit einer M80 gegen das Wohnhaus des Opfers erfolgte, welches jedoch nicht zu Hause war.
Nach dem Überfall in Banjska im September 2023 erhob die Sonderstaatsanwaltschaft des Kosovo Anklage gegen 45 Personen im Zusammenhang mit dem Angriff einer bewaffneten serbischen Gruppe, wobei zu den nach dem Angriff beschlagnahmten Waffen auch Raketenwerfer vom Typ M80 zählten, welche laut Balkan Insight zu serbischen Armeebeständen zurückverfolgt worden seien.